# Cucurbita pepo var. ovifera
Cucurbita pepo subsp. ovifera
Variété
Classification phylogénétique
 Cucurbita pepo var. ovifera (parfois listé comme subsp. ovifera) est une variété de plantes à fleurs de la famille des Cucurbitaceae, de l'espèce Cucurbita pepo.
C'est la variété de courge dont font partie le pâtisson et le courgeron.